# 1953-1954シーズンのNBA
1953-1954シーズンのNBAは、NBAの8回目のシーズンである。シーズンは1953年10月30日に始まり、1954年4月12日に全日程が終了した。

## シーズン前

### ドラフト
ドラフトではレイ・フェリックスがボルティモア・ブレッツから全体1位指名を受けた。またボブ・ホーブレッグス、リッチー・リーガン、フランク・ラムジー、クリフ・ヘイガン、ジャック・ジョージ、ケニー・シアーズが指名を受けている。また地域ドラフトではニューヨーク・ニックスからウォルター・デュークスが指名を受けた。

### その他
- 全米に放送網を持つ三大ネットワークの一つ、NBCとの放送契約に成功する。この契約は1962年まで続いた。
- 前季急増したファウルゲームを抑制するため、5つ目以降のチームファウルにはフリースロー2本が与えられるようになった。
- インディアナポリス・オリンピアンズが解散し、チーム数は9チームにまで減少した。

## シーズン

### オールスター
- 開催日：1月21日
- 開催地：ニューヨーク
- オールスターゲーム　イースト 98－93 ウエスト（OT） MVP：ボブ・クージー　（ボストン・セルティックス）

### イースタン・デビジョン
| チーム                         | 勝 | 負 | 勝率 | ゲーム差 |
| ------------------------------ | -- | -- | ---- | -------- |
| ニューヨーク・ニックス         | 44 | 28 | .611 | -        |
| シラキュース・ナショナルズ     | 42 | 30 | .583 | 2        |
| ボストン・セルティックス       | 42 | 30 | .583 | 2        |
| フィラデルフィア・ウォリアーズ | 29 | 43 | .403 | 15       |
| ボルティモア・ブレッツ         | 16 | 56 | .222 | 28       |

### ウエスタン・デビジョン
| チーム                       | 勝 | 負 | 勝率 | ゲーム差 |
| ---------------------------- | -- | -- | ---- | -------- |
| ミネアポリス・レイカーズ     | 46 | 26 | .639 | -        |
| ロチェスター・ロイヤルズ     | 44 | 28 | .611 | 2        |
| フォートウェイン・ピストンズ | 40 | 32 | .556 | 6        |
| ミルウォーキー・ホークス     | 21 | 51 | .292 | 25       |

### スタッツリーダー
| 部門       | 選手                 | チーム                         | 記録  |
| ---------- | -------------------- | ------------------------------ | ----- |
| 得点       | ニール・ジョンストン | フィラデルフィア・ウォリアーズ | 1,759 |
| リバウンド | ハリー・ギャラティン | ニューヨーク・ニックス         | 1,098 |
| アシスト   | ボブ・クージー       | ボストン・セルティックス       | 518   |
| FG%        | エド・マコーレー     | ボストン・セルティックス       | 48.6  |
| FT%        | ビル・シャーマン     | ボストン・セルティックス       | 84.4  |

※1969-70シーズン以前はアベレージよりも通算でスタッツリーダーが決められていた。

### 各賞
- All-NBA First Team:
  - ジョージ・マイカン, ミネアポリス・レイカーズ
  - ハリー・ギャラティン,ニューヨーク・ニックス
  - ニール・ジョンストン,フィラデルフィア・ウォリアーズ
  - ボブ・クージー, ボストン・セルティックス
  - ドルフ・シェイズ, シラキュース・ナショナルズ

- ルーキー・オブ・ザ・イヤー
  - レイ・フェリックス,ボルティモア・ブレッツ

### シーズン概要
- ニール・ジョンストンが2年連続得点王を獲得。2年連続アシスト王に輝いたボブ・クージーは、得点王レースでも2位に着けた。
- このシーズンに設けられた「5つ目以降のチームファウルにはフリースロー2本が与えられる」新たなルールは、数字上でも確かな効果を見せた。前季1試合平均57.8まで上昇したファウル数は、このシーズンには50.7にまで抑えられた。ファウルゲーム乱発の対策には目処が立ったが、一方でリーグ全体の1試合平均得点は1947-48シーズン以来の80得点割れとなり、もう一つの課題であったロースコアゲームにも何らかの対策が必要だった。

## プレーオフ・ファイナル
チーム数が8にまで減ったことで、プレーオフの方式がまたもや変更された。プレーオフは各デビジョンごとにレギュラーシーズンの勝率上位3チームによるリーグ戦（総当たり戦）が行われ、その上位2チームでファイナル進出を賭けてデビジョン決勝を争った。デビジョン決勝は3戦2勝制、ファイナルは7戦4勝制である。
ウエスタン・デビジョン
| チーム                       | 勝 | 負 |
| ---------------------------- | -- | -- |
| ミネアポリス・レイカーズ     | 3  | 0  |
| ロチェスター・ロイヤルズ     | 2  | 1  |
| フォートウェイン・ピストンズ | 0  | 4  |

イースタン・デビジョン
| チーム                     | 勝 | 負 |
| -------------------------- | -- | -- |
| シラキュース・ナショナルズ | 4  | 0  |
| ボストン・セルティックス   | 2  | 2  |
| ニューヨーク・ニックス     | 0  | 4  |

|  | デビジョン決勝 | デビジョン決勝 | デビジョン決勝 |              |    | ファイナル | ファイナル | ファイナル |  |
|  |                |                |                |              |    |            |            |            |  |
|  | W1             | レイカーズ     | 2              |              |    |            |            |            |  |
|  | W1             | レイカーズ     | 2              |              |    |            |            |            |  |
|  | W2             | ロイヤルズ     | 1              |              |    |            |            |            |  |
|  | W2             | ロイヤルズ     | 1              |              | W1 | レイカーズ | 4          |            |  |
|  |                |                |                |              | W1 | レイカーズ | 4          |            |  |
|  |                |                | E1             | ナショナルズ | 3  |            |            |            |  |
|  | E1             | ナショナルズ   | E1             | ナショナルズ | 3  | 2          |            |            |  |
|  | E1             | ナショナルズ   |                |              |    |            |            |            |  |
|  | E2             | セルティックス | 1              |              |    |            |            |            |  |

ミネアポリス・レイカーズが前人未到の三連覇を達成し、5度目の優勝を飾った。1951年にロチェスター・ロイヤルズに阻まれなければ、6連覇の可能性さえあった。
レイカーズは30歳を迎えたジョージ・マイカンが故障箇所を多く抱えるようになり、数字の面ではやや衰えを見せ始めていた。レギュラーシーズンの平均得点は初めて20得点を下回り、18.1得点14.3リバウンドの成績だった。しかしそれでもマイカンは十分支配的なセンターであり、チームをリーグ最高勝率に導いた。また前季のドラフトで指名し、今季からチームに合流した206cmのセンター、クライド・ラブレットがプレーオフに入って大活躍した。
イースタンでは3年連続ファイナルに進出し、このシーズンもデビジョン首位に立ったニューヨーク・ニックスがプレーオフのリーグ戦まさかの4戦全敗を喫し、早くも姿を消した。プレーオフはシラキュース・ナショナルズが勝ち進んだが、その過程で故障者が続出し、マスコミは彼らを「Bandage Brigade（包帯部隊）」と呼ぶようになった。
ファイナルは包帯部隊を王朝レイカーズが一蹴するだろうと予想されたが、シリーズは意外にも第7戦までもつれ込んだ。第6戦では63-63の同点で迎えた第4Q残り4秒、NBAでは80試合しかプレイしなかったジム・ニールが決勝シュートを決め、65-63でナショナルズが勝利し、シリーズは第7戦へと突入した。しかし傷だらけのナショナルズは第7戦でついに力尽き、レイカーズが序盤に奪ったリードを一度も譲ることなく87-80で勝利した。

### マイカンの引退とレイカーズ王朝の終焉
NBAの初代王朝を築いたレイカーズは、この優勝が1950年代最後の優勝となった。このシーズン終了後、レイカーズの心臓であったジョージ・マイカンが突如引退を表明し、世間を驚かせた。マイカンは未だリーグのトップ選手であったが、すでに肉体は悲鳴をあげていた。マイカンはNBLを含め、計7回の優勝を手にNBAから去ることになった。マイカンの去ったレイカーズは初代王朝の終焉期を迎えるが、すぐに再興に成功する。しかし次の絶頂期はボストン・セルティックスの絶頂期とも重なってしまい、レイカーズが次に優勝を手にするまで18年を待たなければならない。

## ラストシーズン
- ジョー・ファルクス　（1946-54）　BAA（NBA）発足時からの選手で最初期のスター選手の一人。ジャンプシュートのパイオニアとして3度の得点王に輝いた。
- ジョージ・マイカン　（1948-54）　一度目の引退。後に復帰する。